# Fliegender Liegestuhl
Die als Fliegender Liegestuhl bekannten NSU-Rekordmotorräder Baumm I, II, III und IV waren Konstruktionen nach einer Idee des Grafikers Gustav Adolf Baumm. Sie waren strömungsgünstig verkleidet und der Fahrer saß fast auf dem Rücken liegend vor dem Motor in einem Schalensitz.

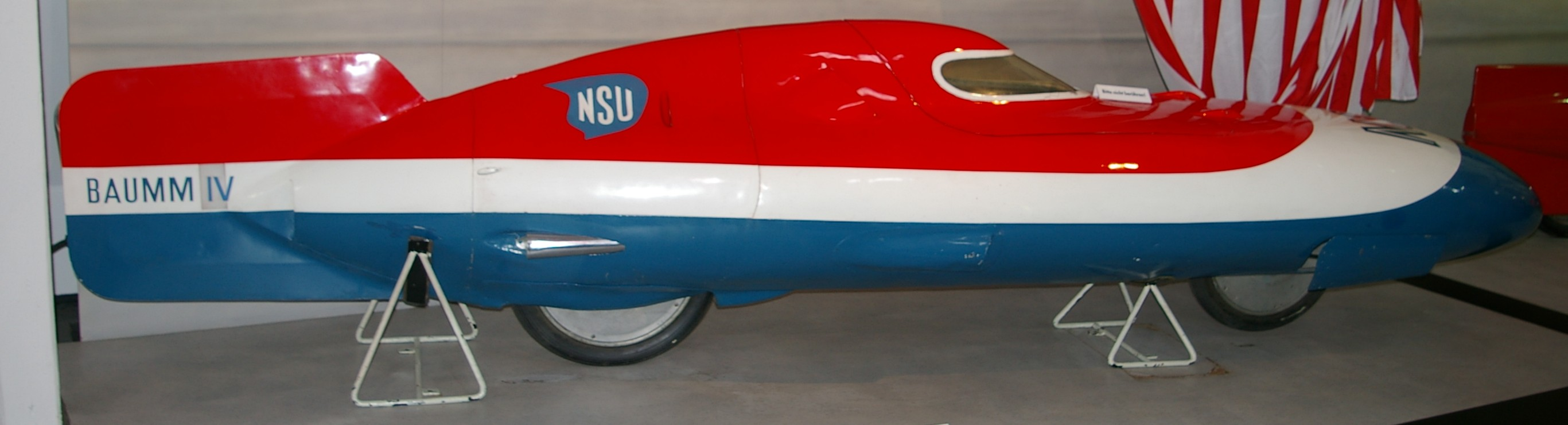
NSU Baumm IV

## Geschichte und Entwicklung

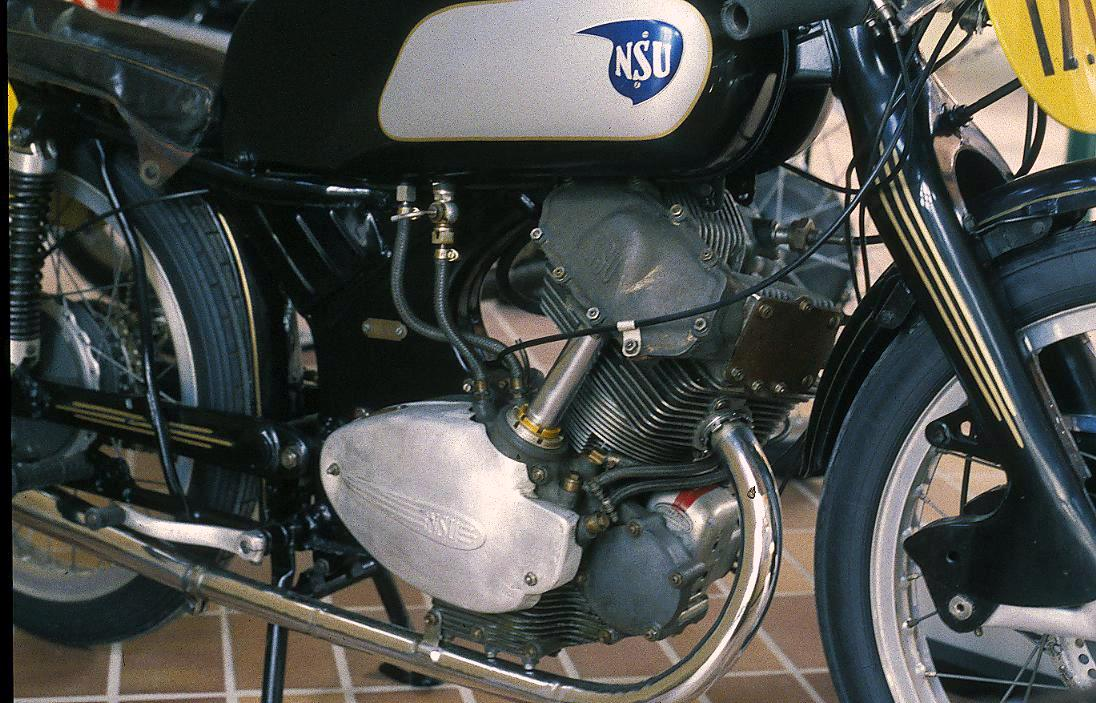
Motor der NSU Rennfox mit Königswelle

Am 27. März 1951 stellte Baumm seinen Entwurf eines Stromlinienmotorrades den Verantwortlichen der NSU Motorenwerke in Neckarsulm vor, in dem vor allem mögliche Gefahren bei hohen Geschwindigkeiten bedacht waren. Ein weit heruntergezogener Bug sollte einem Auftrieb, der die Lenkbarkeit verringert, entgegenwirken. Eine extrem niedrige Bauart hielt das Kippmoment gering und eine Heckflosse sollte das Giermoment ausgleichen, um ein Ausbrechen des Fahrzeugs bei Seitenwind so weit wie möglich zu vermeiden. Schwierig erschien die Bedienung des Motorrades aus der ungewöhnlichen Sitzposition heraus. Die Lenkergriffe stehen fast senkrecht neben den nach vorn gestreckten, nur leicht angewinkelten Beinen des Fahrers; Gasdrehgriff, Kupplungshebel und Bremshebel für das Vorderrad sind wie gewohnt angebracht. Geschaltet wird mit dem linken Fuß, die Hinterradbremse wird mit dem rechten Fuß betätigt. Durch zwei Klappen erreicht der Fahrer mit den Füßen die Fahrbahn, um sich beim Anfahren und Anhalten abzustützen.
Nachdem Gerd Stieler von Heydekampf, seit 1953 Vorstandsvorsitzender der NSU Motorenwerke, und Konstruktionsleiter Walter Froede das Fahrzeug hatten bauen lassen, machte Baumm Anfang 1954 die ersten Probefahrten und am 27. April griff er den bis dahin mit 92 km/h bestehenden Geschwindigkeitsrekord der 50-cm³-Hubraumklasse an. Mit einem auf 3,4 PS leistungsgesteigerten Zweitaktmotor der NSU Quickly erreichte Baumm 127,34 km/h. Danach wurde der Motor auf Alkoholbetrieb umgestellt und es folgten Weltrekorde der 75er-Klasse über die „fliegende Meile“ mit 127,8 km/h sowie über die „fliegenden fünf Kilometer“ mit 124,1 km/h. Insgesamt waren es elf neue Rekorde, die NSU mit dem Fahrzeug aufstellte.
Baumm wollte mit seinem „Liegestuhl“ auch an Motorradrennen teilnehmen. Bei einer Demonstrationsfahrt am 23. Mai 1955 auf dem Nürburgring, die die Tauglichkeit seiner Konstruktion für Rennen beweisen sollte, verunglückte er tödlich.

## Rekorde mit Baumm II und III
NSU verfolgte das Projekt „Fliegender Liegestuhl“ weiter. Im Mai 1956 fuhr H. P. Müller auf dem Hockenheimring einen Sparsamkeitstest über 65 Runden beziehungsweise 500 Kilometer mit einer Durchschnittsgeschwindigkeit von 100 km/h und verbrauchte dank des extrem niedrigen Luftwiderstands nur 5,65 Liter Kraftstoff. Das waren 1,13 Liter für 100 Kilometer. Dieser Baumm III hatte den 125-cm³-Viertaktmotor der NSU Superfox, war bequemer ausgestattet und geringfügig kürzer als die auf Höchstgeschwindigkeit ausgelegten Baumm II und Baumm IV.
Im August 1956 folgten Rekordfahrten mit Baumm II auf dem Bonneville-Salzsee in den USA. H. P. Müller fuhr das Motorrad mit verschiedenen Motoren. Mit einem 20 PS starken 125-cm³-Rennfox-Motor erreichte er 239 km/h über die Strecke von 5 Kilometern.
Baumm IV mit 250-cm³-Zweizylindermotor, Leistung 40 PS, und einem Luftwiderstandsbeiwert von 0,11 (gemessen ohne Flosse) kam nicht zum Einsatz. Bei Versuchsfahrten auf dem Salzsee im Juli 1956 hatte sich Wilhelm Herz mit dem Modell durch Aufwind bei etwa 320 km/h überschlagen, überlebte jedoch dank der stabilen Konstruktion des Aluminiumcockpits unverletzt.

## Technische Daten
| Kenngrößen            | 50 cm³                                     | 100 cm³                                                                        | 125 cm³                                                                        |
| --------------------- | ------------------------------------------ | ------------------------------------------------------------------------------ | ------------------------------------------------------------------------------ |
| Motor                 | Einzylinder-Zweitakt mit Wankel-Kompressor | Einzylinder-Viertakt                                                           | Einzylinder-Viertakt                                                           |
| Hubraum               | 49 cm³                                     | 99,7 cm³                                                                       | 125 cm³                                                                        |
| Bohrung × Hub         | 40 × 39 mm                                 | 56 × 40,5 mm                                                                   | 58 × 47,5 mm                                                                   |
| Leistung              | 13,5 PS (9,9 kW) bei 12.000/min            | 15,5 PS (11,4 kW) bei 11.000/min                                               | 20 PS (14,7 kW) bei 11.000/min                                                 |
| Verdichtung           | k. A.                                      | k. A.                                                                          | 9,8 : 1                                                                        |
| Ventilsteuerung       | –                                          | V-förmig hängende Ventile, obenliegende Nockenwelle, Antrieb durch Königswelle | V-förmig hängende Ventile, obenliegende Nockenwelle, Antrieb durch Königswelle |
| Kupplung              | Mehrscheiben-Trockenkupplung               | Mehrscheiben-Trockenkupplung                                                   | Mehrscheiben-Trockenkupplung                                                   |
| Getriebe              | Viergang                                   | Sechsgang                                                                      | Sechsgang                                                                      |
| Hinterachsantrieb     | Rollenkette                                | Rollenkette                                                                    | Rollenkette                                                                    |
| Aufbau                | Leichtmetallkarosserie, selbsttragend      | Leichtmetallkarosserie, selbsttragend                                          | Leichtmetallkarosserie, selbsttragend                                          |
| Radaufhängung vorn    | Geschobene Langarmschwinge mit Federbeinen | Geschobene Langarmschwinge mit Federbeinen                                     | Geschobene Langarmschwinge mit Federbeinen                                     |
| Radaufhängung hinten  | Schwinge mit Gummiband und Stoßdämpfer     | Schwinge mit Gummiband und Stoßdämpfer                                         | Schwinge mit Gummiband und Stoßdämpfer                                         |
| Radstand              | 1800 mm                                    | 1800 mm                                                                        | 1800 mm                                                                        |
| Reifengröße           | 2,5 × 16″                                  | 2,5 × 16″                                                                      | 2,5 × 16″                                                                      |
| Bremsen               | Vollnabentrommelbremsen, ø 150 mm          | Vollnabentrommelbremsen, ø 150 mm                                              | Vollnabentrommelbremsen, ø 150 mm                                              |
| Maße L × B × H        | 3800 × 770 × 820 mm                        | 3800 × 770 × 820 mm                                                            | 3800 × 770 × 820 mm                                                            |
| Gewicht (ohne Fahrer) | 127 kg                                     | 140 kg                                                                         | 140 kg                                                                         |
| Rekorde 1956          | Über 1 km: 196 km/h Über 5 km: 196 km/h    | Über 1 km: 222 km/h Über 5 km: 220 km/h                                        | Über 1 km: 242 km/h Über 5 km: 239 km/h                                        |